# Forgot About Dre
Forgot About Dre (englisch etwa für „[Ihr habt] Dre vergessen“) ist ein Lied des US-amerikanischen Rappers und Musikproduzenten Dr. Dre, das er in Zusammenarbeit mit dem Rapper Eminem aufnahm. Der Song ist die zweite Singleauskopplung seines zweiten Studioalbums 2001 und wurde am 29. Januar 2000 veröffentlicht.

## Inhalt
Thematisch ist der Track als Ansage an alle Kritiker von Dr. Dre zu verstehen. Dre rappt, dass viele neidisch auf seinen Erfolg seien und ihn deshalb hassen und seine Musik als Pop bezeichnen, bloß weil er damit Geld verdiene. Er arbeite weiter hart und viele Nächte hindurch, wobei seine gewonnenen Auszeichnungen und Trophäen ihn bestätigen würden. Dre erinnert seine Kritiker an seine Zeit bei der Rapgruppe N.W.A und daran, dass er unter anderem Snoop Dogg entdeckt und berühmt gemacht habe. 
Eminem übernimmt im Song den Refrain und eine Strophe. Er schlüpft dabei in die Rolle seines Alter Egos Slim Shady und rappt über Brandstiftung sowie darüber, dass er einen anderen Mann umbringt, bloß weil dieser ihn schief ansieht. Im Refrain sagt er, dass heutzutage jeder mitreden wolle, wobei nichts Vernünftiges dabei herauskomme und alle so tun würden, als hätten sie Dre vergessen. Die letzte Strophe übernimmt wiederum Dr. Dre, der weiterhin auf seinem Gangstastatus besteht, da er aus Compton kommt und immer noch Waffen besitze. Er werde keine Rücksicht mehr nehmen und warnt seine Kritiker vor falschen Aussagen, da er schon erfolgreich war, als diese noch Kinder waren.
| Liedteil   | Künstler |
| 1. Strophe | Dr. Dre  |
| Refrain    | Eminem   |
| 2. Strophe | Eminem   |
| 3. Strophe | Dr. Dre  |

## Produktion und Video
Die Musik wurde von Dr. Dre in Zusammenarbeit mit Mel-Man produziert. Dabei verwendeten sie Samples der Stücke The Climb von No Doubt und Compton’s in the House (Remix) von N.W.A. Beim zum Song gedrehten Video führte Philip G. Atwell Regie. Das Singlecover zeigt im oberen Teil die Schriftzüge Dr. Dre, Featuring Eminem und Forgot About Dre in Grün bzw. Weiß. Rechts unten ist das Gesicht von Dr. Dre in Schwarz-weiß zu sehen. Der Rest ist komplett in Schwarz gehalten.
Das Musikvideo gewann bei den MTV Video Music Awards 2000 den Preis für das beste Rap-Video. Es zeigt Dr. Dre rappend auf einer dunklen Straße und vor einem Kiosk. Während Eminems Strophe wechselt die Szenerie, und man sieht ihn und Dre unter Drogeneinfluss mit einem Auto in einen Gartenzaun fahren, woraufhin es zum Streit mit einer Anwohnerin kommt. Das Lied wird nun durch einen Skit unterbrochen, und Eminem gibt der Reporterin Jane Yamamoto ein Interview, während im Hintergrund das Haus der Anwohnerin brennt und von der Feuerwehr gelöscht wird. Anschließend werden er und Dre als Brandstifter enttarnt und von der Polizei abgeführt. Weitere Szenen zeigen Eminem und Dre rappend zwischen Feuer und Blaulicht. Am Ende des Videos wechselt der Beat, und der Rapper Hittman rappt eine Strophe, die nicht in der offiziellen Version des Tracks enthalten ist.

## Auszeichnungen
Forgot About Dre wurde bei den Grammy Awards 2001 in der Kategorie Best Rap Performance by a Duo or Group ausgezeichnet.

## Kommerzieller Erfolg

### Chartplatzierungen
Forgot About Dre erreichte Platz 41 in den deutschen Charts und konnte sich neun Wochen in den Top 100 halten. Im Vereinigten Königreich belegte das Lied Rang sieben.
| ChartsChartplatzierungen       | Höchstplatzierung | Wochen |
| ------------------------------ | ----------------- | ------ |
| Deutschland (GfK)              | 41 (9 Wo.)        | 9      |
| Schweiz (IFPI)                 | 37 (16 Wo.)       | 16     |
| Vereinigte Staaten (Billboard) | 25 (20 Wo.)       | 20     |
| Vereinigtes Königreich (OCC)   | 7 (17 Wo.)        | 17     |

### Auszeichnungen für Musikverkäufe
Der Song erhielt 2022 im Vereinigten Königreich für über 1,2 Millionen Verkäufe eine doppelte Platin-Schallplatte. Im Jahr 2023 wurde er in Deutschland für mehr als 250.000 verkaufte Einheiten mit einer Goldenen Schallplatte ausgezeichnet.
| Land/Region                  | Auszeichnungen für Musikverkäufe (Land/Region, Auszeichnung, Verkäufe) | Verkäufe  |
| ---------------------------- | ---------------------------------------------------------------------- | --------- |
| Dänemark (IFPI)              | Platin                                                                 | 90.000    |
| Deutschland (BVMI)           | Gold                                                                   | 250.000   |
| Italien (FIMI)               | Gold                                                                   | 50.000    |
| Neuseeland (RMNZ)            | 5× Platin                                                              | 150.000   |
| Österreich (IFPI)            | Gold                                                                   | 25.000    |
| Vereinigtes Königreich (BPI) | 2× Platin                                                              | 1.200.000 |
| Insgesamt                    | 3× Gold · 8× Platin ·                                                  | 1.765.000 |

Hauptartikel: Dr. Dre/Auszeichnungen für Musikverkäufe